# 영종 동보노빌리티
영종 동보노빌리티(영어: Yeongjeong NOBILITY)는 대한민국 인천광역시 중구 중산동에 위치한 아파트다.